# Чемпионат России по футболу среди женщин 1994 (первая лига)
Первая лига по футболу среди женских команд 1994 — 3-й футбольный турнир Первой лиги — второго по силе дивизиона в системе женских футбольных лиг России. Победителем Первой лиги стал клуб Сила из Санкт-Петербурга.

## Участники
Сводная статистика участников
учтены матчи завершённых сезонов
без учёта мячей забитых в сериях послематчевых пенальти
с учётом технических результатов

| команда         | команда         | сезоны | сезоны    | Результаты выступлений | Результаты выступлений | Результаты выступлений | Результаты выступлений | Результаты выступлений | Результаты выступлений | Результаты выступлений | Результат в сезоне 1993 | Примечания      |
| наименование    | город           | #      | года      | И                      | В                      | Н                      | П                      | ЗМ                     | ПМ                     | РМ                     | Результат в сезоне 1993 | Примечания      |
| --------------- | --------------- | ------ | --------- | ---------------------- | ---------------------- | ---------------------- | ---------------------- | ---------------------- | ---------------------- | ---------------------- | ----------------------- | --------------- |
| Сююмбике-Зилант | Зеленодольск    | 2      | 1992—1993 | 44                     | 24                     | 12                     | 8                      | 83                     | 42                     | +41                    | Первая лига, 3-е место  |                 |
| Волна           | Нижний Новгород | 2      | 1992—1993 | 44                     | 18                     | 10                     | 16                     | 68                     | 71                     | -3                     | Первая лига, 6-е место  |                 |
| Виктория-ЗАП    | Ставрополь      | 2      | 1992—1993 | 44                     | 16                     | 13                     | 15                     | 41                     | 33                     | +8                     | Первая лига, 7-е место  | Виктория (1992) |
| Надежда         | Воскресенск     | 2      | 1992—1993 | 44                     | 13                     | 7                      | 24                     | 34                     | 67                     | -33                    | Первая лига, 8-е место  |                 |
| Сила            | Санкт-Петербург | 1      | 1993      | 20                     | 5                      | 3                      | 12                     | 25                     | 37                     | -12                    | Первая лига, 10-е место | Циклон (1993)   |
| Текстильщик     | Раменское       | —      | —         | —                      | —                      | —                      | —                      | —                      | —                      | —                      | Высшая лига, 10-е место | дебютант        |
| Идель           | Уфа             | —      | —         | —                      | —                      | —                      | —                      | —                      | —                      | —                      | Вторая лига, 1-е место  | дебютант        |
| Белые ветры     | Москва          | —      | —         | —                      | —                      | —                      | —                      | —                      | —                      | —                      | Вторая лига, 2-е место  | дебютант        |

Команды Первой лиги 1993 «Локомотив» и «Ока» прекратили своё существование по финансовым причинам до начала сезона 1994.

## Основной турнир. Итоговая таблица и результаты матчей
| Поз | Команда                        | И  | В | Н | П | МЗ | МП | РМ  | О  | Квалификация или выбывание |
| --- | ------------------------------ | -- | - | - | - | -- | -- | --- | -- | -------------------------- |
| 1   | Идель (Уфа)                    | 12 | 7 | 1 | 4 | 19 | 13 | +6  | 15 | Выход в Переходный турнир  |
| 2   | Сююмбике-Зилант (Зеленодольск) | 12 | 5 | 4 | 3 | 15 | 12 | +3  | 14 | Выход в Переходный турнир  |
| 3   | Текстильщик (Раменское)        | 12 | 7 | 1 | 4 | 30 | 13 | +17 | 13 | Выход в Переходный турнир  |
| 4   | Сила (Санкт-Петербург)         | 12 | 5 | 2 | 5 | 11 | 13 | -2  | 12 | Выход в Переходный турнир  |
| 5   | Волна (Нижний Новгород)        | 12 | 5 | 2 | 5 | 19 | 25 | -6  | 12 | расформирован              |
| 6   | Виктория-ЗАП (Ставрополь)      | 12 | 5 | 2 | 5 | 13 | 13 | 0   | 12 |                            |
| 7   | Надежда (Воскресенск)          | 12 | 0 | 4 | 8 | 8  | 26 | -16 | 3  | расформирован              |
| 8   | Белые ветры (Москва)           | —  | — | — | — | —  | —  | —   | —  | снялся                     |

Примечания:
- За победу начислялось 2 очка, за ничью 1 очко, за поражение - 0
- За неявку (было 3 неявки) на матч команде засчитывалось поражение со счетом 3:0 и снималось 1 очко.

1. ↑  «Волна» в связи с финансовыми трудностями прекратила существование в межсезонье
2. ↑  «Надежда» в связи с финансовыми трудностями прекратила существование в межсезонье
3. ↑  «Белые ветры», проведя 4 матча и одержав победу над «Надеждой», снялись с соревнований.

### Результаты матчей
| Команда                        | ИДЕ | СЮЮ | ТКС | СИЛ | ВЛН | ВКТ | НДЖ |
| ------------------------------ | --- | --- | --- | --- | --- | --- | --- |
| Идель (Уфа)                    |     | 0:3 | 0:3 | 0:2 | 1:1 | 3:0 | 4:1 |
| Сююмбике-Зилант (Зеленодольск) | 1:4 |     | 2:1 | 2:0 | 1:4 | 1:1 | 2:0 |
| Текстильщик (Раменское)        | 0:3 | 0:0 |     | 2:1 | 9:0 | 1:0 | 3:1 |
| Сила (Санкт-Петербург)         | 0:1 | 0:0 | 0:5 |     | 2:0 | 1:0 | 1:1 |
| Волна (Нижний Новгород)        | 1:2 | 0:2 | 3:2 | 2:0 |     | 1:3 | 0:0 |
| Виктория-ЗАП (Ставрополь)      | 1:0 | 1:0 | 3:0 | 0:2 | 0:3 |     | 1:1 |
| Надежда (Воскресенск)          | 0:1 | 1:1 | 0:4 | 0:2 | 3:4 | 0:3 |     |

1. 1 2 3  Технический результат

## Переходный турнир. Итоговая таблица и результаты матчей
Переходный турнир состоялся в городе Зеленодольск.
| Поз | Команда                        | И | В | Н | П | МЗ | МП | РМ | О | Квалификация или выбывание |
| --- | ------------------------------ | - | - | - | - | -- | -- | -- | - | -------------------------- |
| 1   | Сила (Санкт-Петербург)         | 3 | 2 | 0 | 1 | 6  | 3  | +3 | 4 | Переход в Высшую лигу      |
| 2   | Идель (Уфа)                    | 3 | 2 | 0 | 1 | 5  | 2  | +3 | 4 | Переход в Высшую лигу      |
| 3   | Сююмбике-Зилант (Зеленодольск) | 3 | 2 | 0 | 1 | 5  | 2  | +3 | 4 | Переход в Высшую лигу      |
| 4   | Текстильщик (Раменское)        | 3 | 0 | 0 | 3 | 0  | 9  | -9 | 0 |                            |

Примечания:
- За победу начислялось 2 очка, за ничью 1 очко, за поражение - 0

### Результаты матчей
| Команда                        | СИЛ     | ИДЕ     | СЮЮ     | ТКС |
| ------------------------------ | ------- | ------- | ------- | --- |
| Сила (Санкт-Петербург)         |         | 2:1     | 1:2     | 3:0 |
| Идель (Уфа)                    | 1:2     |         | 1:0     | 3:0 |
| Сююмбике-Зилант (Зеленодольск) | 2:1     | 0:1     |         | 3:0 |
| Текстильщик (Раменское)        | 0:3 2:0 | 0:3 3:2 | 0:3 0:1 |     |

1. 1 2 3 4 5 6  Технический результат — в составе Текстильщика выступал дисквалифицированный игрок